# Diptiek

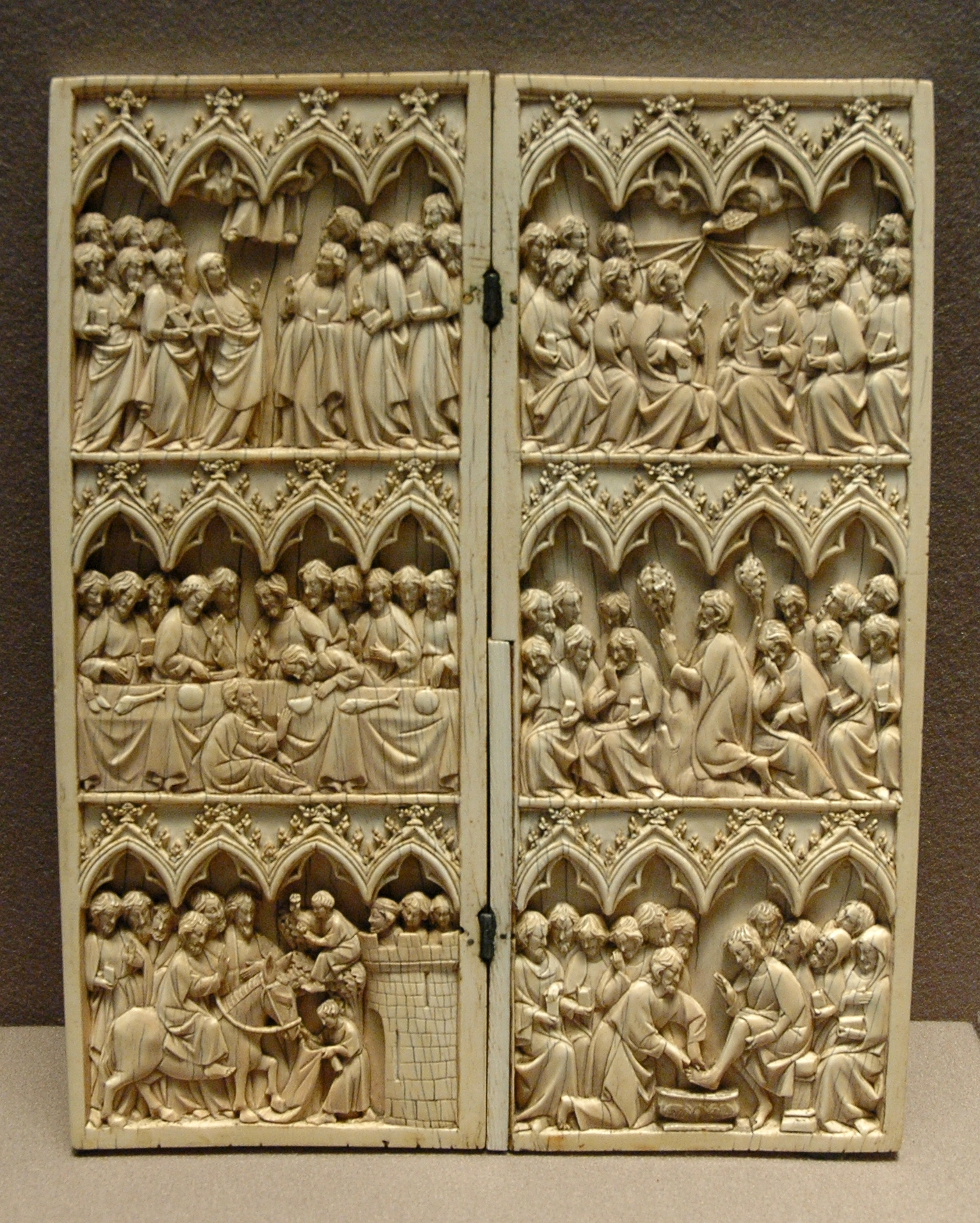
14e-eeuws diptiek

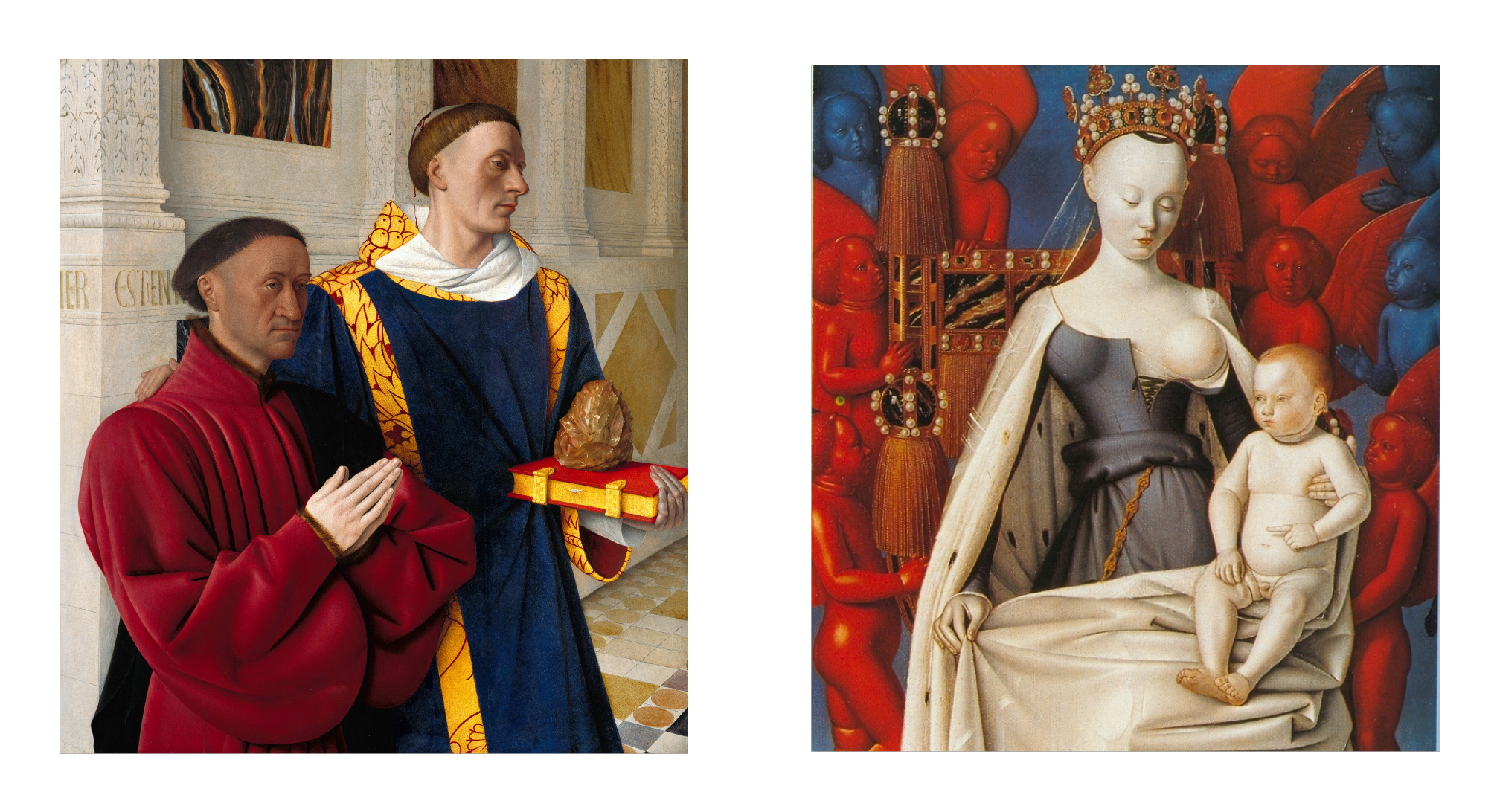
Diptiek van Melun (ca. 1456) van Jean Fouquet (Gemäldegalerie Berlijn en Koninklijk Museum voor Schone Kunsten Antwerpen)

Een diptiek (tweeluik, van het Grieks diptychos: dubbelgevouwen), is een kunstwerk, meestal een op houten panelen geschilderd schilderij of een gebeeldhouwd retabel, dat in twee panelen is verdeeld. De twee luiken hebben meestal dezelfde vorm en omvang en zijn vaak met scharnieren aan elkaar bevestigd, zodat ze als een boek kunnen worden geopend en gesloten. De term diptiek wordt ook buiten de beeldende kunst gebruikt, bijvoorbeeld voor een tweedelig muziekstuk of  twee bij elkaar horende romans. Een voorbeeld van deze laatste categorie is de romandiptiek De Kapellekensbaan/Zomer te Ter-Muren van Louis Paul Boon.

## Geschiedenis
Uit de Oudheid zijn diptieken bekend, die bestonden uit een tweedelig, opvouwbaar schrijftafeltje van hout, ivoor of edelmetaal. Aan de binnenkant bevatte het een beschrijfbare waslaag, aan de buitenkant was het versierd met reliëfs.
In de Middeleeuwen werden zowel schilderingen op paneel, houtsnijwerk, ivoorsnijwerk en edelsmeedwerk als tweeluik uitgevoerd, hoewel drieluiken (met middenpaneel) in deze periode veelvuldiger voorkwamen. Diptieken werden vaak als huis- of reisaltaar gebruikt en werden om die reden kleiner uitgevoerd dan triptieken, die meestal als altaarretabel voor kerken dienden. Met name in de Byzantijnse kunst zijn diptieken een bekend verschijnsel, meestal van ivoor. Een vroeg voorbeeld in de West-Europese kunst zijn de Ivoren van Genoelselderen uit de late achtste eeuw, afkomstig uit de kerk van Genoelselderen, thans in de Koninklijke Musea voor Kunst en Geschiedenis in Brussel. In de Maaslandse kunst van de twaalfde eeuw zijn reliekhouders van edelmetaal soms uitgevoerd als diptiek of triptiek.
In de Late Middeleeuwen en de Renaissance werd het diptiek vooral in de schilderkunst toegepast, soms in combinatie met houtsnijwerk. Bijzonder is het zogenaamde Diptiek van Melun (ca. 1456) van de Franse schilder Jean Fouquet, dat in de achttiende eeuw werd gescheiden. Het ene luik met het Portret van Étienne Chevalier en Sint-Stefanus bevindt zich in de Gemäldegalerie in Berlijn, het andere met Madonna met kind in het Koninklijk Museum voor Schone Kunsten in Antwerpen.
In de moderne kunst worden diptieken opnieuw toegepast, zowel in de schilderkunst, de grafische kunst en de fotografie. Een voorbeeld is de zeefdruk Marilyn-diptiek uit 1962 van Andy Warhol.

### Vlaamse Primitieven

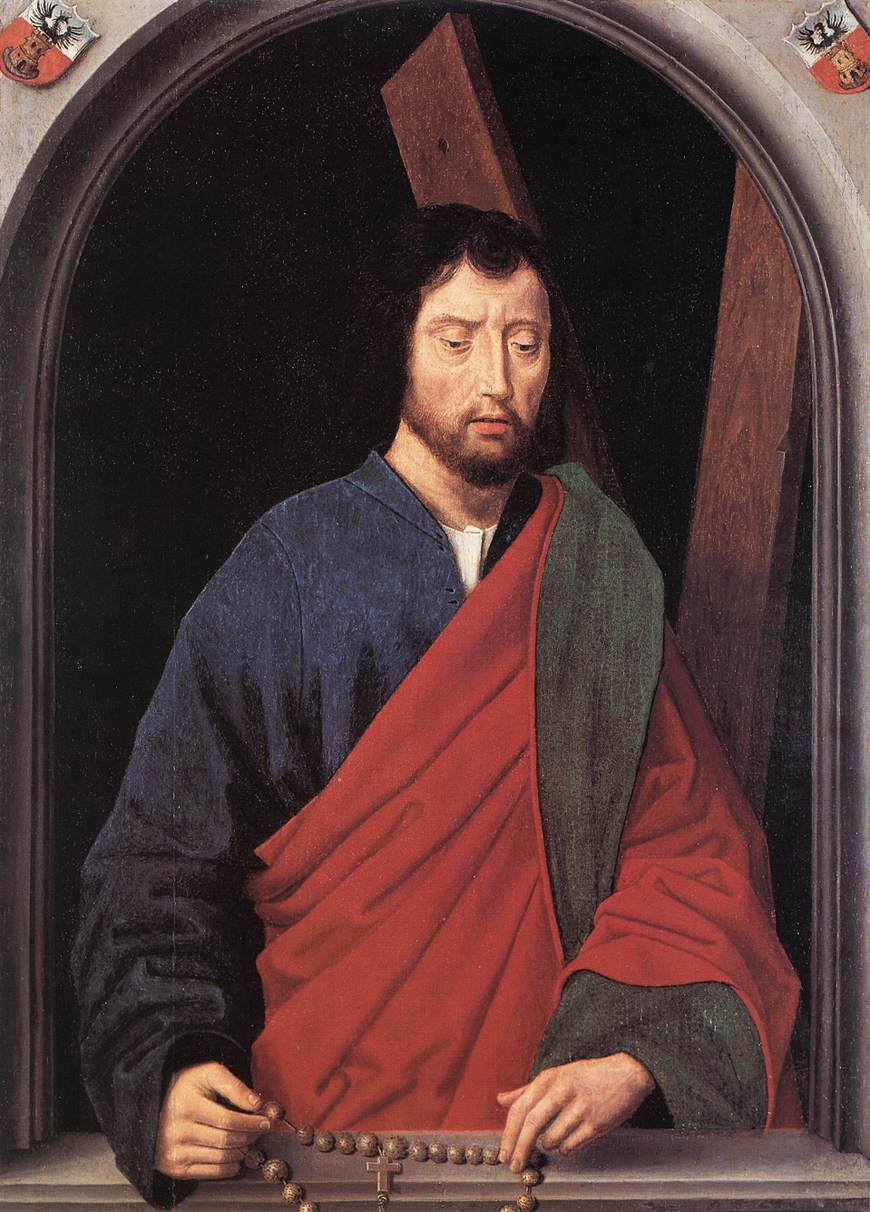
Linkerpaneel met de apostel Sint Andreas van een diptiek van Hans Memling (Groeningemuseum, Brugge)

Het diptiekformaat was met name in de tijd van de Vlaamse Primitieven populair. Deze werken zijn het product van een samenleving waarin vroomheid, verinnerlijking en persoonlijke devotie en prestige een voorname plaats innamen. De diptieken tonen veelal het portret van de schenker in oogcontact met Maria op het andere luik. De diptieken worden vaak gekenmerkt door een verstilde schoonheid en het contrast tussen de intimiteit van de portretten en de pronkzucht door middel van kostbare kleding, sieraden en interieurs.
Bekende diptieken uit deze tijd zijn onder meer De Zondeval van Hugo van der Goes, de Madonna met twee engelen en Christus neemt afscheid van zijn moeder van Gerard David, en Maria in gebed en Christus als Verlosser van Quinten Massijs (I).